# Högdalshallen

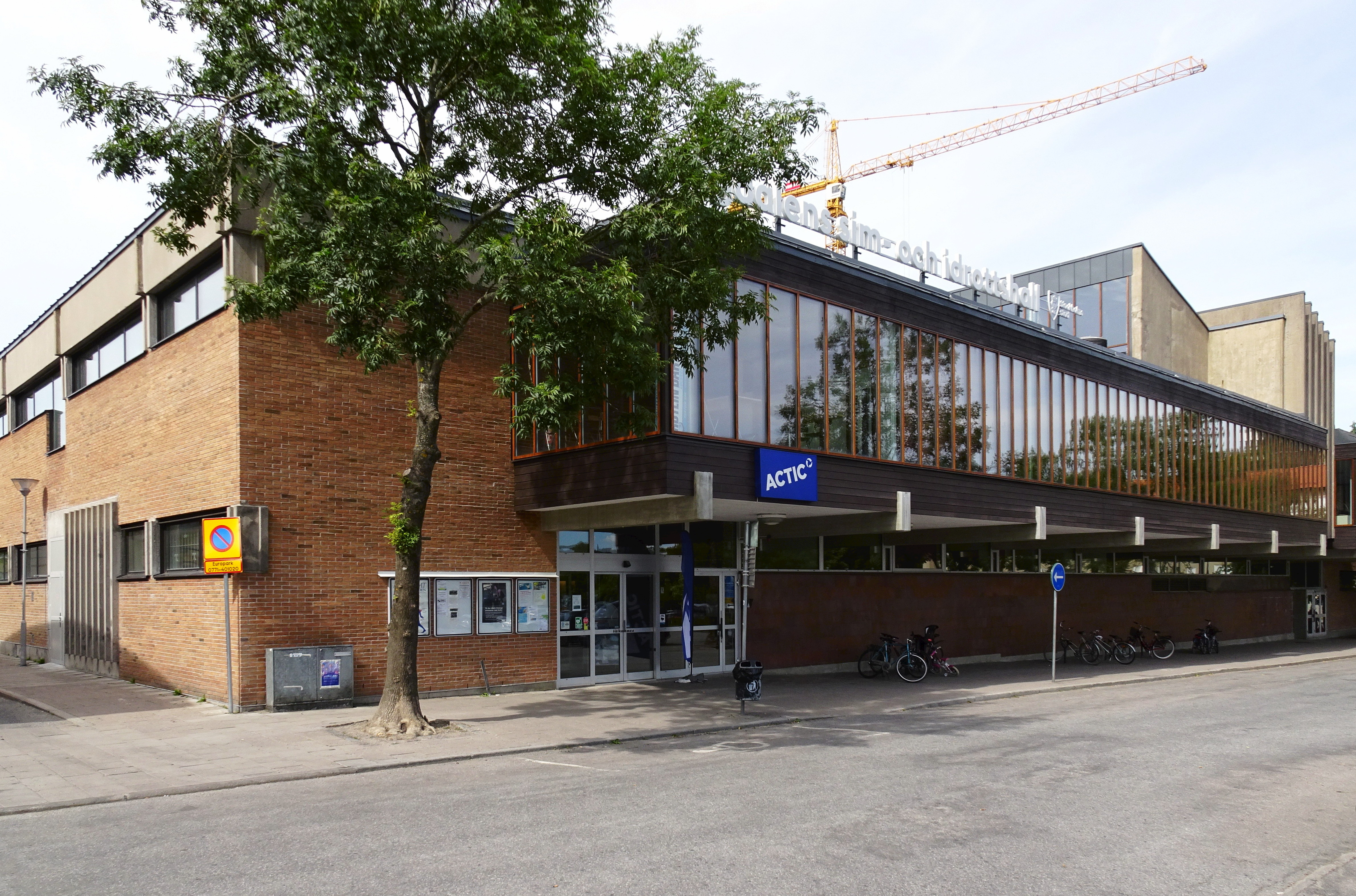
Högdalshallen, entrésida, 2016

Högdalshallen (officiell beteckning  Högdalens sim- och idrottshall) står vid Rangstaplan 2 i stadsdelen Högdalen i södra Stockholm. Anläggningen stod färdig 1971 och drevs till en början av Stockholms stad. Från 1 juli 2012 ansvarade företaget Actic för driften. 
Dock så misskötte de driften såpass att de blev av med kontraktet och Stockholms stad fick stänga för att genomföra en flerårig renovering som stod klar hösten 2022. 
Byggnaden har bevarad sin ursprungliga karaktär och är grönmarkerad av Stockholms stadsmuseum vilket innebär att fastigheten har bebyggelse som är särskilt värdefull från historisk, kulturhistorisk, miljömässig eller konstnärlig synpunkt.
https://motionera.stockholm/trana-gymma-simma/hogdalens-simhall

## Historik

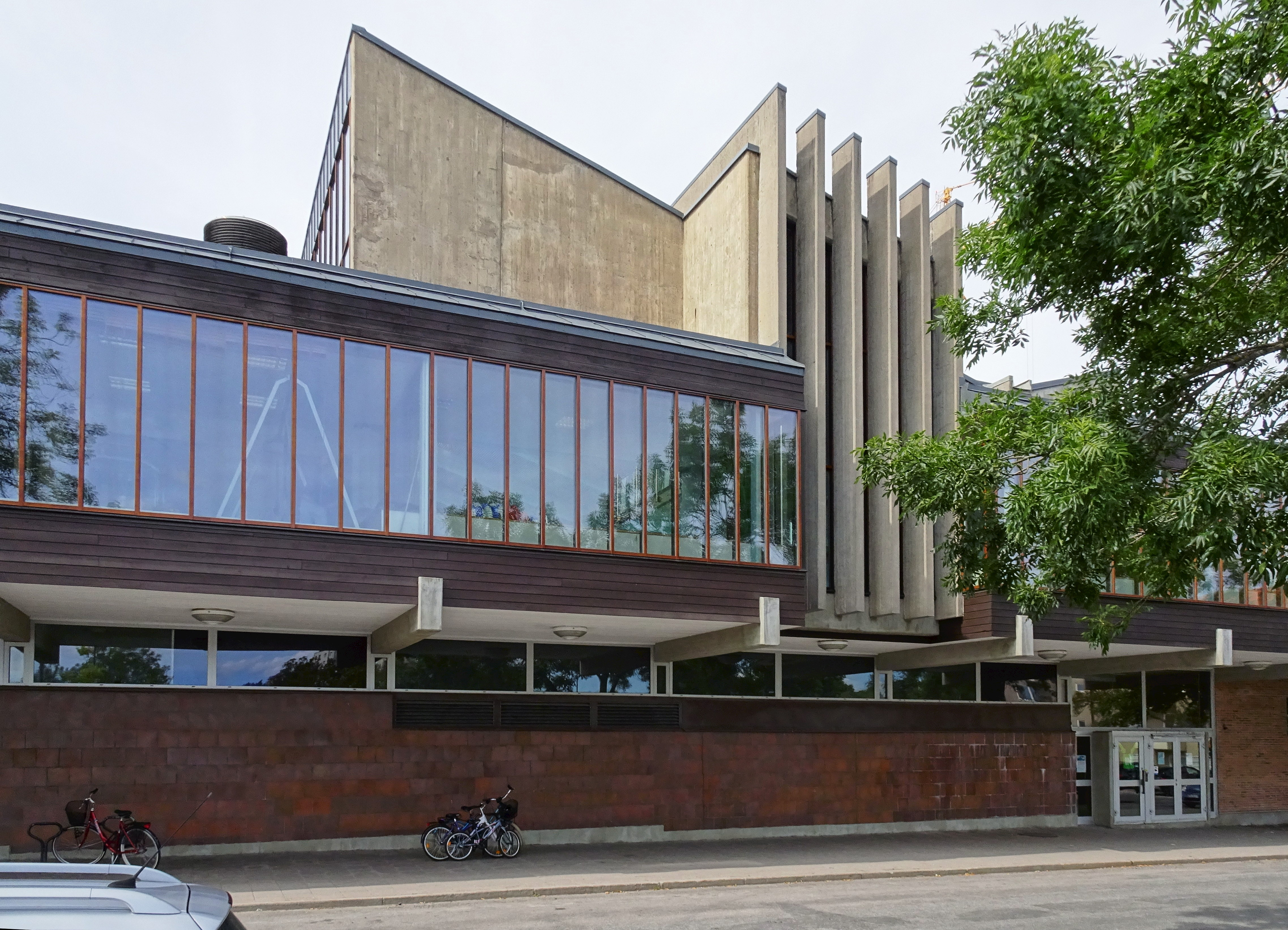
Högdalshallen, simhallen avtecknar sig genom en uppskjutande volym i rå betong.

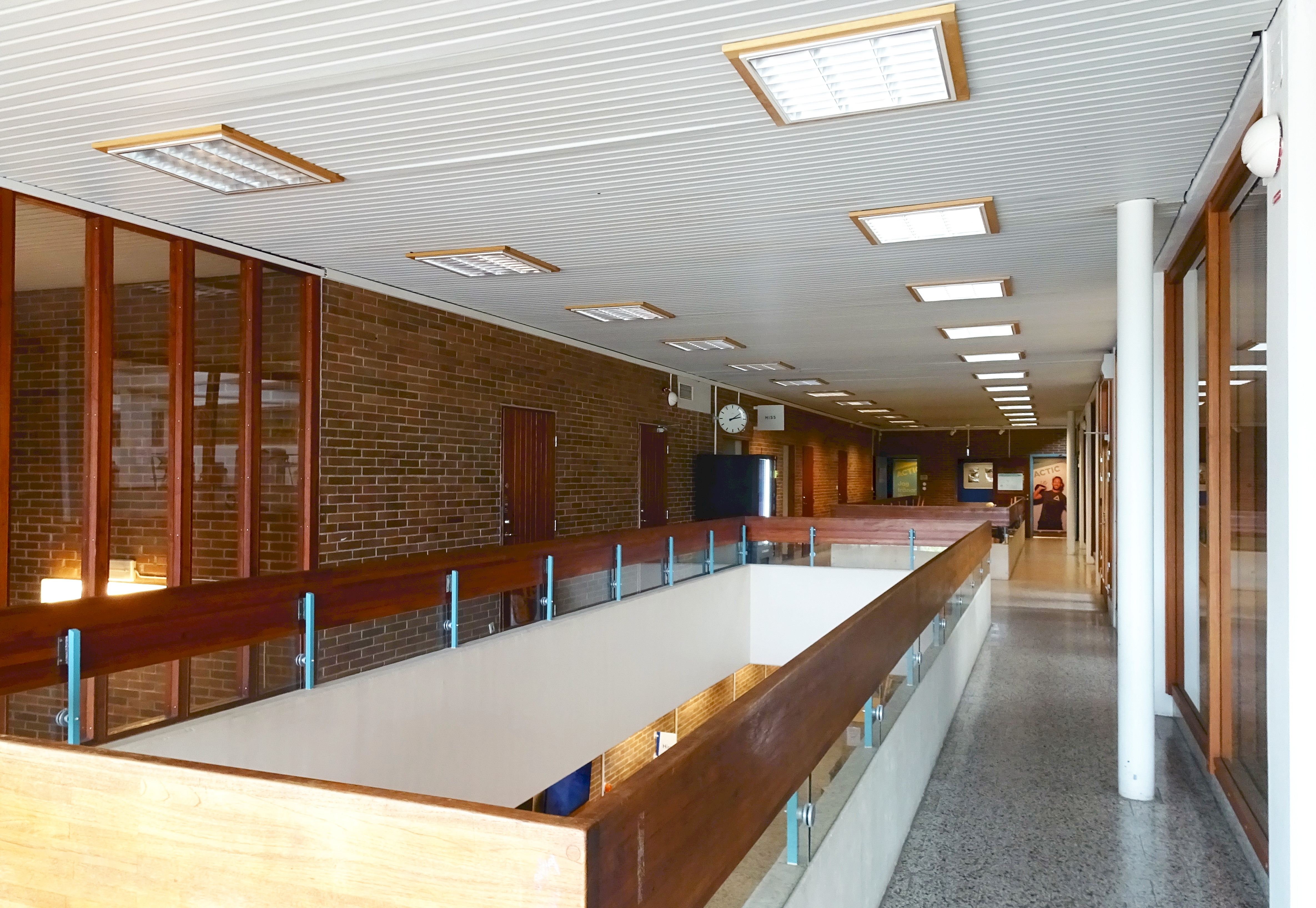
Högdalshallen, övre entré- och trapphall.

Högdalen fick en centrumanläggning med inspiration från Vällingby centrum och koncipierades som ett regionalt köpcentrum. Utöver ett stort utbud av butiker, biograf, två kyrkor och två varuhus skulle förortscentrat i Högdalen även ha en idrottshall med simbassäng. I stadsplanen från oktober 1958 avsattes därför ett område för idrottsändamål norr om Högdalens centrum. Uppdragsgivare var Stockholms stads idrotts- och friluftsstyrelse och uppdraget att rita hallen gick till arkitekt Åke E. Lindqvist.

## Hallen
Byggnaden uppfördes i två våningar med simhallen i den övre våningen. En utkragande våning mot Rangstaplan (entrésidan)  i öster är klädd med liggande, brunmålad panel. Ursprungligen var bottenvåningens fasaderna mot Rangstaplan utförda i obehandlad betong men i början av 1990-talet kläddes dessa med mörkbruna klinkerplattor.  Övriga fasader består av rödbrunt tegel. Arkitekten gav byggnaden ett karakteristiskt utseende där simhallen avtecknar sig genom en uppskjutande volym i rå betong mitt i byggnadskroppen. 
Anläggningen förfogar över en 25-meters bassäng med hopptorn. Vattentemperaturen är cirka 27° C året runt. Förutom simhallen finns bland annat äventyrsbad / barnbad, bastu (torr och ånga), två motionslokaler och en relax-avdelning med bubbelpool samt en idrottshall på 19x39 meter med läktare för 200 sittande personer.